# 켄윈 존스
켄윈 조얼 존스(영어: Kenwyne Joel Jones, 1984년 10월 5일 ~ )는 트리니다드 토바고의 전 축구 선수로 과거 포지션은 스트라이커였으며 현재 트리니다드토바고 여자 축구 국가대표팀의 감독 대행을 맡고 있다.

## 클럽 경력

### 카디프 시티
존스는 2014년 1월 28일 피터 오뎀윈지와 맞교환으로 카디프 시티에 입단하였다.

## 수상

### 클럽
스토크 시티
- 잉글랜드 FA컵 : 준우승 (2010-11)

 AFC 본머스
- EFL 챔피언십 : 우승 (2014-15)

### 개인
- 선덜랜드 AFC 올해의 선수 : 2007-08
- 트리니다드토바고 올해의 선수 : 2007
- 카코니아 메달 골드 클래스 : 2006